# فرانكلين باريتو
فرانكلين باريتو (بالإسبانية: Franklin Barreto) هو لاعب محترف لكرة القاعدة ‏ فنزويلي، ولد في 27 فبراير 1996 في كاراكاس في فنزويلا.

## وصلات خارجية
- فرانكلين باريتو على موقع دوري كرة القاعدة الرئيسي (الإنجليزية)
- فرانكلين باريتو على موقعبيزبول رفرنس.كوم (الدوري الرئيسي) (الإنجليزية)
- فرانكلين باريتو على موقعبيزبول رفرنس.كوم (الدوري الثانوي) (الإنجليزية)
- فرانكلين باريتو على موقع إي إس بي إن.كوم (أم.أل.بي) (الإنجليزية)
- فرانكلين باريتو على موقع مشجعي الرسوم البيانية (الإنجليزية)